# Сминтина Валентин Андрійович
Валентин Андрійович Сминтина (нар. 8 вересня 1948, село Вишневе, нині Білгород-Дністровського району Одеської області) — український науковець в галузі фізики і техніки напівпровідників, сенсорної електроніки та технології, організатор освіти. Доктор фізико-математичних наук, професор. Ректор Одеського національного університету імені І. І. Мечникова (1995-2010). Академік АН ВШ України з 1997 року. Заслужений діяч науки і техніки України (2000); Державна премія України в галузі науки і техніки (2007); Орден «За заслуги» III ступеня (2004); Золота медаль «10 років незалежності» I ступеню (2001); Почесна грамота Верховної Ради України (2008); Почесна Грамота Кабінету Міністрів України (2007); Грамота Верховної Ради України (2006); Відзнака НАН України «За підготовку наукової зміни» (2007); Відзнака «За наукові досягнення» (2008); Відзнаки МОН України «За наукові досягнення» (2006, 2007) Відмінник освіти України (2000), «10 років незалежності», Золота медаль товариства сприяння промисловості (2002 р., Франція), орден «Золотого Хреста Святих Петра і Павла» (2003, Ватикан), та ін.

## Біографія
Народився в селі Вишневе, нині Білгород-Дністровського району Одеської області у родині сільського вчителя. Тузлівську середню школу закінчив із золотою медаллю у 1966 році і того ж року вступив на фізичний факультет Одеського державного університету імені І. І. Мечникова. Вже на другому курсі В. А. Сминтина проявив схильність до наукової роботи, почавши працювати лаборантом у науково-дослідній групі напівпровідників.
У 1971 році закінчив з відзнакою фізичний факультет Одеського державного університету імені І. І. Мечникова, а у 1974 році — аспірантуру цього вишу. У 1977 році захистив дисертацію на здобуття наукового ступеня кандидата фізико-математичних наук «Хемосорбційно-дифузійна та окисно-відновна взаємодія тонких шарів селеніду кадмію з киснем» у Спеціалізованій Раді Одеського державного університету імені І. І. Мечникова. У 1988 році В. А. Сминтина захистив у Києві в Інституті напівпровідників АН України докторську дисертацію «Електрофізичні, фотоелектричні й електронно-молекулярні явища, стимульовані хемосорбційно-дифузійними процесами на межах напівпровідникових полікристалічних плівок селеніду та сульфіду кадмію».
У 1974—1991 роках працював молодшим, старшим, провідним та головним науковим співробітником. У 1981—1984 роках — заступник декана фізичного факультету з наукової роботи, з 1994 року — завідувач кафедри експериментальної фізики. У 1992—1995 роках працював проректором. У 1995—2010 рр. — ректор Одеського національного університету імені І. І. Мечникова. За час роботи В. А. Сминтини на посаді ректора Одеський національний університет за деякими основними показниками діяльності перемістився на 3-4 місце серед класичних університетів України. Під його керівництвом було сформовано три нових факультети — економіко-правовий, філософський та довишівської підготовки та три навчально-наукові центри: інститут, коледж та технікум. Загальна кількість студентів та слухачів зросла більш ніж вдвічі — з 9500 до 21000 осіб, серед яких майже 800 іноземних громадян. Суттєво підвищився і науковий потенціал професорсько-викладацького складу університету: кількість докторів наук зросла з 95 до 168 чоловік, а кандидатів наук — з 450 до 800 чоловік. Кількість аспірантів підвищилася до 520 чоловік, які навчались за 85-ма спеціальностями. Ефективно діяла докторантура. Всього в університеті працювало біля 3500 співробітників.
Доктор фізико-математичних наук (1988), професор (1990). Академік АН ВШ України з 1997 р. Радник ректора з 2010 р.

## Наукова діяльність
Наукові інтереси пов'язані з вивченням механізмів електронно-молекулярних процесів на поверхні та межі поділу напівпровідників, що поклало початок новому напрямку досліджень у цій галузі.
Згодом напрямок наукового пошуку вченого вийшов за межі традиційного дослідження фотоелектронних властивостей неоднорідних напівпровідників групи А2В6. Так, під його керівництвом група науковців (згодом — науково-дослідницька лабораторія сенсорної електроніки та технології) почала вивчати хемосорбційно-дифузійну природу комплексу електрофізичних і фотоелектричних явищ у напівпровідникових полікристалічних плівках А2В2 та природу і кількісні характеристики основних енергетичних та кінетичних параметрів електронно-молекулярних процесів у напівпровідниках. Крім того, значна увага приділялася дослідженню впливу легування поверхні на вказані процеси, а також практичному використанню встановлених закономірностей для розробки адсорбційно-чутливих елементів та їх застосуванню у приладах газового аналізу нової генерації. Останні роки значна увага приділяється дослідженням в галузі фізики поверхні окисних та багатокомпонентних напівпровідників, вивченню процесів запису, зберігання та відтворення електромагнітного випромінювання в різних частотних діапазонах, науковому пошуку з використанням моно-, полі-, мікро- та нанокристалів кремнію.
В. А. Сминтина з 1974 року послідовно обіймав посади молодшого, старшого, провідного та головного наукового співробітника, згодом — професора кафедри експериментальної фізики. З 1981 р. по 1989 р. він працює за сумісництвом на посаді заступника декана фізичного факультету з наукової роботи. У лютому 1984 р. В. А. Сминтині було присвоєно перше наукове звання старшого наукового співробітника, а у березні 1992 р. — професора.
Вільне володіння декількома іноземними мовами дозволяє професору вести широке міжнародне співробітництво із вченими різних країн.
Ним створено НДЛ «Сенсорної електроніки і технології» (1989), розроблені газові сенсори нового покоління. Керівник наукової школи з фізики поверхні напівпровідників в ОНУ. Відкрив навчально-науковий центр медичної та біологічної фізики (1999). Автор понад 500 наукових робіт, серед яких 5 наукових монографій, 35 статей без співавторів, 19 авторських свідоцтв та патентів на винаходи, 5 підручників, рекомендованих МОН України, навчальні посібники.
Віце-президент Українського фізичного товариства, член комітету з Державних премій України, заступник голови Наукової Ради з фізики напівпровідників при Президії НАН України та керівник її секції № 5, заступник Голови Південного наукового центру, НАН України, голова секції фізики Південного наукового центру науковий керівник регіонального семінару з проблем фізики та голова координаційного семінару з фізики напівпровідників Південного наукового центру НАН України.

## Наукові праці вченого
- Light controlled oxygen sensor on the based of ZnSexT1-x / ZnSe structure / Scobceva V. M., Smyntyna V. A., Dali A. R. // Proceedings of the 11-th European Conference in solid state transducers. Eurosensors XI Warsawa, Poland/ — September, 21-24. — 1997.
- Одеський державний університет ім. І. І. Мечникова: Сучасний стан, погляд у майбутнє. — Одеса: Астропринт, 2000. — 20 с.
- Influence of photoexcitation on the parameters of surface potential barrier / Borshchak V., Zatovskaya N., Kutalova M., Smyntyna V. // Photoelectronics. — 2001. — № 10. — P. 25-28.
- Temperature dependence peculirities of luminesence in oxygen doped ZnTe films / N. V. Malushin, V. M. Skobbeva, V. A. Smyntyna // Semiconductor Physics. Quantum Electronics and optoelectronics. — 2003. — Vol. 6, № 2. — P. 214—216.
- Sensor on a non-ideal heterojunction to indicate {-ray images / V. A. Smyntyna, V. A. Borshak, M. I. Kutalova, N. P. Zatovskaya, A. P. Balaban // Semiconductor Physics, Quantum Electronics and optoelectronics. — 2004. — — Vol. 7. — № 3. — P. 222—223.
- Физико-химические явления на поверхности твердых тел: Учебник для студ. вузов / В. А. Смынтына. — Одесса: Астропринт, 2008. — 199 с.

- Электронно-молекулярные явления на поверхности полупроводников. Полупроводниковые газовые сенсоры / В. А. Смынтына ; Одесский нац. ун-т им. И. И. Мечникова . — Одесса: Астропринт, 2009.
- Физико-химические явления на поверхности твердых тел / В. А. Смынтына // ОНУ ім. І. І. Мечникова Звіт про роботу Одеського національного університету ім. І. І. Мечникова за 2008—2009 учбові роки / ОНУ ім. І. І. Мечникова. — Одеса: Б. в., 2009. — Ч.3. — 2009.
- Электронно-молекулярные явления на поверхности полупроводников. Пленки селенида и сульфида кадмия / В. А. Смынтына; ОНУ им. И. И. Мечникова. — Одесса: Астропринт, 2008. — 368 с.
- Физико-химические явления на поверхности твердых тел: Учебник для студ. вузов / В. А. Смынтына. — Одесса: Астропринт, 2008. — 199 с.
- Виконання програми комплексного обстеження екосистем острову Зміїний та прилеглого шельфу Чорного моря у 2003 році / відп. ред.: В. А. Сминтина // Вісник Одеського національного університету = Вестник Одесского национального университета — 04/2005. — Том 10 Вип.4: Екологія . — С. 5-13.
- Оптика: підручник / В. А. Сминтина ; ОНУ ім. І. І. Мечникова. — 2-ге вид., випр. і доп. — Одеса: Астропринт, 2008. — 306 с.
- Фізико-хімічні явища на поверхні твердих тіл: підручник для студ. вузів / В. А. Сминтина. — Одеса: Астропринт, 2009. — 188 с.
- Вплив рН розчину на синтез нанокристалів сульфіду кадмію та їхні оптичні властивості / В. А. Сминтина [та ін.] // Електроніка та інформаційні технології. — 2014. — Вип. 4. — С. 74-80.
- Поверхневі явища в напівпровідниках: підручник / В. А. Сминтина ; ОНУ ім. І. І. Мечникова. — Одеса: Одеський нац. ун-т, 2016. — 223 с.